# زدلوو
زدلوو (به چکی: Zdelov) یک منطقهٔ مسکونی در جمهوری چک است که در شهرستان ریخنوف ناد کنیژنوو واقع شده‌است.